# Kabinet-Lyng
Het kabinet–Lyng was de regering van het Koninkrijk Noorwegen van 28 augustus 1963 tot 25 september 1963 Het kabinet werd gevormd door de politieke partijen Høyre (H), Senterpartiet (Sp), Kristelig Folkeparti (KrF) en Venstre (V) na het aftreden van het vorige kabinet met partijleider John Lyng van Høyre als premier.

## Kabinet–Lyng (1963)
| Ambtsbekleder                 | Ambtsbekleder     | Ambtsbekleder                  | Functie(s)                        | Ambtstermijn     | Ambtstermijn      | Partij(en) |
| ----------------------------- | ----------------- | ------------------------------ | --------------------------------- | ---------------- | ----------------- | ---------- |
|                               | John Lyng         | John Lyng (1905–1978)          | Premier                           | 28 augustus 1963 | 25 september 1963 | Høyre      |
|                               | Erling Wikborg    | Erling Wikborg (1894–1992)     | Minister van Buitenlandse Zaken   | 28 augustus 1963 | 25 september 1963 | KrF        |
|                               |                   | Dagfinn Vårvik (1924–2018)     | Minister van Financiën            | 28 augustus 1963 | 25 september 1963 | Sp         |
|                               |                   | Petter Mørch Koren (1910–2004) | Minister van Justitie             | 28 augustus 1963 | 25 september 1963 | KrF        |
|                               |                   | Kaare Meland (1915–2002)       | Minister van Economische Zaken    | 28 augustus 1963 | 25 september 1963 | Høyre      |
|                               | Kåre Willoch      | Kåre Willoch (1928–2021)       | Minister van Handel               | 28 augustus 1963 | 25 september 1963 | Høyre      |
|                               | Håkon Kyllingmark | Håkon Kyllingmark (1915–2003)  | Minister van Defensie             | 28 augustus 1963 | 25 september 1963 | Høyre      |
|                               | Kjell Bondevik    | Kjell Bondevik (1901–1983)     | Minister van Sociale Zaken        | 28 augustus 1963 | 25 september 1963 | KrF        |
|                               |                   | Olaf Kortner (1920–1998)       | Minister van Onderwijs            | 28 augustus 1963 | 25 september 1963 | Venstre    |
| Minister voor Godsdienst      |                   | Olaf Kortner (1920–1998)       |                                   | 28 augustus 1963 | 25 september 1963 | Venstre    |
|                               |                   | Lars Leiro (1914–2005)         | Minister van Transport            | 28 augustus 1963 | 25 september 1963 | Sp         |
|                               |                   | Bjarne Lyngstad (1901–1971)    | Minister van Regionale Zaken      | 28 augustus 1963 | 25 september 1963 | Venstre    |
| Minister voor Arbeid          |                   | Bjarne Lyngstad (1901–1971)    |                                   | 28 augustus 1963 | 25 september 1963 | Venstre    |
|                               |                   | Hans Borgen (1908–1983)        | Minister van Landbouw             | 28 augustus 1963 | 25 september 1963 | Sp         |
|                               |                   | Onar Onarheim (1910–1988)      | Minister van Visserij             | 28 augustus 1963 | 25 september 1963 | Høyre      |
| Ministers zonder portefeuille |                   |                                |                                   |                  |                   |            |
| Ambtsbekleder                 | Ambtsbekleder     | Ambtsbekleder                  | Functie(s)                        | Ambtstermijn     | Ambtstermijn      | Partij(en) |
|                               |                   | Ole Myrvoll (1911–1988)        | Minister voor Lonen en Prijzen    | 28 augustus 1963 | 25 september 1963 | Venstre    |
|                               |                   | Karen Grønn- Hagen (1903–1983) | Minister voor Consumenten- beleid | 28 augustus 1963 | 25 september 1963 | Sp         |
| Minister voor Jeugd en Gezin  |                   | Karen Grønn- Hagen (1903–1983) |                                   | 28 augustus 1963 | 25 september 1963 | Sp         |

Gerhardsen I ·
Gerhardsen II ·
Torp ·
Gerhardsen III ·
Lyng ·
Gerhardsen IV ·
Borten ·
Bratteli I ·
Korvald ·
Bratteli II ·
Nordli ·
Brundtland I ·
Willoch I ·
Willoch II ·
Brundtland II ·
Syse ·
Brundtland III ·
Jagland ·
Bondevik I ·
Stoltenberg I ·
Bondevik II ·
Stoltenberg II ·
Solberg ·
Støre